# رودجر ماكفرلين
رودجر ماكفرلين (بالإنجليزية: Rodger McFarlane)‏ هو ناشط حقوق إل جي بي تي أمريكي، ولد في 25 فبراير 1955 في موبيل في الولايات المتحدة، وتوفي في 15 مايو 2009 في تروث أور كونسكيونسيس في الولايات المتحدة.